# Les Conquêtes de Rigadin
 (juillet 2025).
Pour plus de détails, voir Fiche technique et Distribution.
Les Conquêtes de Rigadin est un film muet français réalisé par Georges Monca, sorti en 1912.

## Fiche technique
- Titre : Les Conquêtes de Rigadin
- Réalisation : Georges Monca
- Scénario :
- Photographie :
- Montage :
- Société de production : Pathé Frères
- Société de distribution : Pathé Frères
- Pays d'origine :  France
- Langue : film muet avec les intertitres en français
- Métrage : 195 mètres
- Format : Noir et blanc — 35 mm — 1,33:1 — Muet
- Genre :  Comédie
- Durée : 6 minutes et 30 secondes
- Dates de sortie : 
  - France : 24 mai 1912

## Distribution
- Charles Prince : Rigadin
- Germaine Reuver
- Gabrielle Lange